# Omloop Het Volk 1961
L'Omloop Het Volk 1961, sedicesima edizione della corsa, si svolse il 4 marzo con partenza ed arrivo a Gent. Fu vinto dal belga Arthur Decabooter della squadra Groene Leeuw-SAS-Sinalco davanti ai connazionali Frans Schoubben e Georges Decraeye.

## Ordine d'arrivo (Top 10)
| Pos. | Corridore                | Squadra                   | Tempo    |
| ---- | ------------------------ | ------------------------- | -------- |
| 1    | Arthur Decabooter        | Groene Leeuw-SAS-Sinalco  | 4h07'00" |
| 2    | Frans Schoubben          | Peugeot-BP-Dunlop         | s.t.     |
| 3    | Georges Decraeye         | Alcyon-Leroux             | s.t.     |
| 4    | Henri De Wolf            | Alcyon-Leroux             | s.t.     |
| 5    | Jacques van der Klundert | Helyett-Fynsec-Hutchinson | s.t.     |
| 6    | Marcel Ongenae           | Wiel's-Flandria           | s.t.     |
| 7    | Hubert Ferrer            | Mercier-BP-Hutchinson     | a 18"    |
| 8    | Michel Van Aerde         | Carpano                   | a 25"    |
| 9    | Bas Maliepaard           | Saint-Raphaël             | s.t.     |
| 10   | Coen Niesten             | Alcyon-Leroux             | s.t.     |